# Somatostatin
Somatostatin, còn được gọi là hormone ức chế hormone tăng trưởng (GHIH) hoặc theo một số tên khác, là một hormone peptide điều chỉnh hệ thống nội tiết và ảnh hưởng đến sự dẫn truyền thần kinh và tăng sinh tế bào thông qua tương tác với các thụ thể somatostatin kết hợp với protein G nội tiết tố thứ cấp. Somatostatin ức chế bài tiết insulin và glucagon.
Somatostatin có hai dạng hoạt động được tạo ra bởi sự phân cắt thay thế của một preproprotein duy nhất: một dạng bao gồm 14 amino acid (hiển thị trong hộp thông tin bên phải), loại còn lại bao gồm 28 amino acid.
Trong số các động vật có xương sống, có sáu gen somatostatin khác nhau được đặt tên là SS1, SS2, SS3, SS4, SS5 và SS6. Zebrafish có tất cả sáu. Sáu gen khác nhau, cùng với năm thụ thể somatostatin khác nhau, cho phép somatostatin sở hữu một loạt các chức năng. Con người chỉ có một gen somatostatin, SST.

## Danh pháp
Từ đồng nghĩa của "somatostatin" bao gồm:
- hormone tăng trưởng ức chế hormone (GHIH)
- giải phóng hormone tăng trưởng hormone ức chế (GHRIH)
- somatotropin giải phóng yếu tố ức chế (SRIF)
- somatotropin giải phóng hormone ức chế (SRIH)

## Sản phẩm thay thế tổng hợp
Octreotide (tên thương hiệu Sandostatin, Novartis Dược phẩm) là một octapeptide bắt chước somatostatin tự nhiên về mặt dược lý, mặc dù là chất ức chế mạnh hơn hormone tăng trưởng, glucagon và insulin so với hormone tự nhiên và có thời gian bán hủy dài hơn nhiều (khoảng 90 phút, so với 2 phút 3 cho somatostatin). Vì nó được hấp thu kém từ ruột, nên nó được tiêm tĩnh mạch (tiêm dưới da, tiêm bắp hoặc tiêm tĩnh mạch). Nó được chỉ định cho điều trị triệu chứng của hội chứng carcinoid và bệnh to đầu chi. Nó cũng được tìm thấy tăng sử dụng trong các bệnh đa nang của gan và thận.
Lanreotide (Somatuline, Ipsen Dược phẩm) là một loại thuốc được sử dụng trong quản lý bệnh to cực và các triệu chứng gây ra bởi các khối u thần kinh, đặc biệt là hội chứng carcinoid. Nó là một chất tương tự tác dụng dài của somatostatin, như octreotide. Nó có sẵn ở một số quốc gia, bao gồm Vương quốc Anh, Úc và Canada, và đã được Cục Quản lý Thực phẩm và Dược phẩm Hoa Kỳ chấp thuận để bán tại Hoa Kỳ vào ngày 30 tháng 8 năm 2007.